# Clint Bolton
Clint Brian Bolton (Bundaberg, 22 de agosto de 1975) é um ex-futebolista profissional australiano, que atuava como goleiro.

## Carreira
Clint Bolton se profissionalizou no Brisbane Strikers.

## Seleção
Clint Bolton integrou a Seleção Australiana de Futebol na Copa das Confederações de 2001.

## Títulos
Austrália
- Copa das Nações da OFC: 2000